# Evelyn Varden
Evelyn Varden (* 12. Juni 1893 in Adair, Oklahoma; † 11. Juli 1958 in New York City, New York) war eine US-amerikanische Schauspielerin.

## Leben und Karriere
Evelyn Varden begann ihre Schauspielkarriere bereits als Jugendliche in den 1900er-Jahren. Im Laufe ihrer langen und erfolgreichen Theaterkarriere trat sie zwischen 1910 und 1955 in insgesamt rund 30 Broadway-Produktionen auf, darunter ihr wohl größter Erfolg als Mrs. Gibbs in der Originalproduktion von Thornton Wilders Bühnenstück Unsere kleine Stadt im Jahr 1938. Außerdem übernahm Varden 1951 in einer Produktion von Romeo und Julia neben Olivia de Havilland die Rolle von Julias Amme. Obwohl sie auch gelegentlich – etwa in Lawrence Rileys Theaterstück Return Engagement – die Hauptrolle spielen durfte, wurde die kleine, gedrungene Charakterdarstellerin vorrangig in Nebenrollen besetzt. Ein großer Erfolg war auch ihr letzter Broadway-Auftritt in der Uraufführung von Maxwell Andersons Böse Saat, das von einer Mutter handelt, die entdeckt, dass ihre kleine Tochter eine mörderische Psychopathin ist. Die Rolle der Nachbarin Mrs. Breedlove übernahm Varden danach auch in der gleichnamigen Verfilmung von Mervyn LeRoy. 
Ihr Filmdebüt hatte Varden erst 1949 mit Mitte fünfzig gegeben, als sie eine relativ kleine Rolle in Elia Kazans Rassendrama Pinky übernommen hatte. In den 1950er-Jahren entwickelte sie sich neben ihrer Theaterkarriere auch zu einer vielbeschäftigten Hollywood-Schauspielerin in insgesamt 14 Filmen. Sie verkörperte vor allem komisch angelegte, meist liebenswerte ältere Frauen, etwa Nachbarinnen, Mütter oder Großmütter. Eine ihrer negativen Rollen war die dummschwätzige Warenhändlerin Icey Spoon in Charles Laughtons Thriller Die Nacht des Jägers (1955) neben Robert Mitchum und Shelley Winters. Neben Theater und Film hatte sie in der Spätphase ihrer Karriere auch Gastrollen in vielen Fernsehserien wie The Alcoa Hour und Alfred Hitchcock Presents. Zudem war sie in den 1940er- und 1950er-Jahre mitunter in Radiohörspielen zu hören.
Kurz vor ihrem Tod spielte Varden in London in der Komödie Roar Like a Dove und gewann einen Theaterpreis. Nach ihrer Rückkehr in die Vereinigten Staaten musste sie in ein Krankenhaus, wo sie zwei Wochen später im Alter von 65 Jahren starb.

## Filmografie
Kino
- 1949: Pinky
- 1950: Im Dutzend billiger (Cheaper By the Dozen)
- 1950: So ein Pechvogel (When Willie Comes Marching Home)
- 1950: Stella
- 1951: Cornelia tut das nicht (Elopement)
- 1952: Ein Fremder ruft an (Phone Call from a Stranger)
- 1952: Finders Keepers
- 1954: Désirée
- 1954: Athena
- 1954: Alt Heidelberg (The Student Prince)
- 1955: Die Nacht des Jägers (The Night of the Hunter)
- 1956: Die Männer um Hilda Crane (Hilda Crane)
- 1956: Böse Saat (The Bad Seed)
- 1957: 10.000 Schlafzimmer (Ten Thousand Bedrooms)

Fernsehen
- 1949/1953: Suspense (2 Folgen)
- 1950/1952: Armstrong Circle Theatre (2 Folgen)
- 1953: Kraft Television Theatre (1 Folge)
- 1953: Robert Montgomery Presents (1 Folge)
- 1953: The Gulf Playhouse (1 Folge)
- 1953: The Web (1 Folge)
- 1954: Kraft Television Theatre (1 Folge)
- 1955: Dream Girl (Fernsehfilm)
- 1956: Ford Star Jubilee (1 Folge)
- 1956: The United States Steel Hour (1 Folge)
- 1956: Matinee Theatre (1 Folge)
- 1956: Alfred Hitchcock präsentiert (1 Folge)
- 1956–1957: The Alcoa Hour (3 Folgen)
- 1957: Goodyear Television Playhouse (1 Folge)
- 1957: Studio One (1 Folge)
- 1960: Cradle Song (Fernsehfilm)